# Arrondissement de Mayence-Bingen
 (mars 2025).
Si vous disposez d'ouvrages ou d'articles de référence ou si vous connaissez des sites web de qualité traitant du thème abordé ici, merci de compléter l'article en donnant les références utiles à sa vérifiabilité et en les liant à la section « Notes et références ».
L'arrondissement de Mayence-Bingen est un arrondissement (Landkreis en allemand) de Rhénanie-Palatinat (Allemagne). Son chef lieu est Ingelheim am Rhein.
Contrairement à ce que son nom laisserait penser, la ville de Mayence n'en fait pas partie (c'est une ville-arrondissement) ; par contre l'autre ville éponyme, Bingen am Rhein, appartient bien à ce territoire.
Au 31 décembre 2022, sa population est de 214 948 habitants.

## Villes, communes & communautés d'administration
(nombre d'habitants en 2006)
Villes
1. Bingen am Rhein, Große kreisangehörige Stadt * (24 590)
2. Budenheim (8 595)
3. Ingelheim am Rhein, Große kreisangehörige Stadt (24 414)

Communes fusionnées avec leurs municipalités
Siège des communes fusionnées
| - 1. Commune fusionnée de Bodenheim 1. Bodenheim * (7 100) 2. Gau-Bischofsheim (1 953) 3. Harxheim (2 126) 4. Lörzweiler (2 155) 5. Nackenheim (5 080) - 2. Commune fusionnée de Gau-Algesheim 1. Appenheim (1 422) 2. Bubenheim (859) 3. Engelstadt (707) 4. Gau-Algesheim, Stadt * (6 368) 5. Nieder-Hilbersheim (633) 6. Ober-Hilbersheim (1 010) 7. Ockenheim (2 421) 8. Schwabenheim an der Selz (2 530) - 3. Commune fusionnée de Guntersblum 1. Dolgesheim (961) 2. Dorn-Dürkheim (923) 3. Eimsheim (589) 4. Guntersblum * (3 798) 5. Hillesheim (604) 6. Ludwigshöhe (526) 7. Uelversheim (1 085) 8. Weinolsheim (697) 9. Wintersheim (320) | - 4. Commune fusionnée de Heidesheim am Rhein 1. Heidesheim am Rhein * (7 153) 2. Wackernheim (2 599) - 5. Commune fusionnée de Nieder-Olm 1. Essenheim (3 290) 2. Jugenheim in Rheinhessen (1 600) 3. Klein-Winternheim (3 524) 4. Nieder-Olm, Stadt * (8 835) 5. Ober-Olm (4 290) 6. Sörgenloch (1 197) 7. Stadecken-Elsheim (4 547) 8. Zornheim (3 620) - 6. Commune fusionnée de Nierstein-Oppenheim 1. Dalheim (1 035) 2. Dexheim (1 546) 3. Dienheim (2 125) 4. Friesenheim (682) 5. Hahnheim (1 598) 6. Köngernheim (1 334) 7. Mommenheim (3 065) 8. Nierstein (7 874) 9. Oppenheim, Stadt * (6 892) 10. Selzen (1 543) 11. Undenheim (2 574) | - 7. Commune fusionnée de Rhein-Nahe 1. Bacharach, Stadt (2 035) 2. Breitscheid (149) 3. Manubach (355) 4. Münster-Sarmsheim (2 841) 5. Niederheimbach (769) 6. Oberdiebach (885) 7. Oberheimbach (636) 8. Trechtingshausen (1 026) 9. Waldalgesheim (3 886) 10. Weiler bei Bingen (2 605) - 8. Commune fusionnée de Sprendlingen-Gensingen 1. Aspisheim (940) 2. Badenheim (571) 3. Gensingen (3 600) 4. Grolsheim (1 216) 5. Horrweiler (765) 6. Sankt Johann (821) 7. Sprendlingen * (4 007) 8. Welgesheim (611) 9. Wolfsheim (706) 10. Zotzenheim (638) |

## Culture
Outre Carl Zuckmayer de Nackenheim, connu pour son "Hauptmann von Köpenick" ou le drame "Des Teufels General", ainsi que le poète Stefan George de Bingen et l'écrivain Wilhelm Holzamer, né à Nieder-Olm, Hildegarde de Bingen, la "grande femme du Moyen Age" est connue dans le pays comme une personnalité originaire du quartier actuel. Le portrait du cosmographe Sebastian Münster, né à Ingelheim, décore le vieux billet de 100 DM. Le graveur et éditeur Matthäus Merian a laissé des traces à Oppenheim. Les ancêtres du peintre Adam Elsheimer sont issus de l'actuelle Stadecken-Elsheim. Un public plus large connaît aussi, par exemple, l'écrivain vinificateur Andreas Wagner, dont le thriller sur le vin est publié par Ingelheimer Leinpfad Verlag. La fondation "Kultur im Landkreis" Mayence-Bingen a été fondée en 1993 pour promouvoir la vie culturelle actuelle et organise et soutient elle-même des manifestations culturelles.